# HD247657
HD247657 є хімічно пекулярною зорею спектрального класу
A7 й має видиму зоряну величину в смузі V приблизно 10,6.